# Drimia rotunda
Drimia rotunda là một loài thực vật có hoa trong họ Măng tây. Loài này được (H.Perrier) J.C.Manning & Goldblatt mô tả khoa học đầu tiên năm 2003.